# Bartolomeu de las Casas
Bartolomeu de las Casas (Sevilha, 1484 — Madrid, 17 de julho de 1566) foi um frade dominicano espanhol que atuou como cronista, teólogo, político e jurista no processo de colonização da América.
Foi bispo de Chiapas (México), e também reconhecido como grande defensor dos índios. Teve grande atuação no processo de missionação, mesmo que um papel mais teórico. Sua luta focou, principalmente, no combate às encomiendas e aos repartimientos de indígenas na América hispânica.
Sua história é alvo de diversas disputas, sendo Las Casas uma das principais - senão a principal - figuras do século XVI no quesito de colonização. Alguns autores atribuem a ele a origem da chamada Leyenda Negra, outros afirmam que ele foi um grande cristão que apenas queria defender os indígenas. Foi, definitivamente, uma das figuras mais polêmicas do período.
O asteroide 13052 foi nomeado em sua homenagem por Eric Walter Elst, em 1990.

## Primeiros Anos
Conhecido em português como Frei Bartolomeu de las Casas (em espanhol: Fray Bartolomé de las Casas), era filho de um  modesto comerciante de Tarifa, na Andaluzia. Participou da segunda viagem de Cristóvão Colombo. Havia feito estudos de latim e de humanidades em Salamanca. Partiu para a ilha de Hispaniola ou La Española na expedição de Nicolás de Ovando, em 1502 ou 1503, chegando em 15 de abril. Como a maioria, Bartolomeu estava motivado pelo espírito aventureiro e explorador de riquezas, logo se adaptando ao estilo de vida dos colonizadores. No início, aceitou o ponto de vista convencional quanto à exploração da mão de obra indígena e também participou dos ataques contra as tribos e  a escravização dos nativos  em  plantações.
Viajou depois a Roma, onde terminou os estudos e se ordenou sacerdote em 1507. Isabel de Castela, a rainha a quem o papa dera licença para se intitular "A Católica", considerava a evangelização dos índios uma importante justificativa para a expansão colonial e, como tal, insistia para que sacerdotes estivessem entre os primeiros a se fixarem na América.
Em 1510, Bartolomeu de Las Casas retornou à ilha Espanhola, agora como missionário. Conseguiu um repartimiento ou encomienda de índios, dedicando-se assim ao trabalho pastoral. Os dominicanos contrários à encomienda, dados os abusos cometidos contra os índios, não mudaram sua opinião, mas frei Bartolomé defendia a instituição. Transferiu-se para Cuba com Pánfilo de Narváez e, ali, foi capelão militar. Recebeu outra vez um repartimiento  onde se ocupava em mandar seus índios às minas, tirar ouro, e fazer sementeiras, aproveitando-se deles como podia.

## Defensor dos indígenas e dos africanos

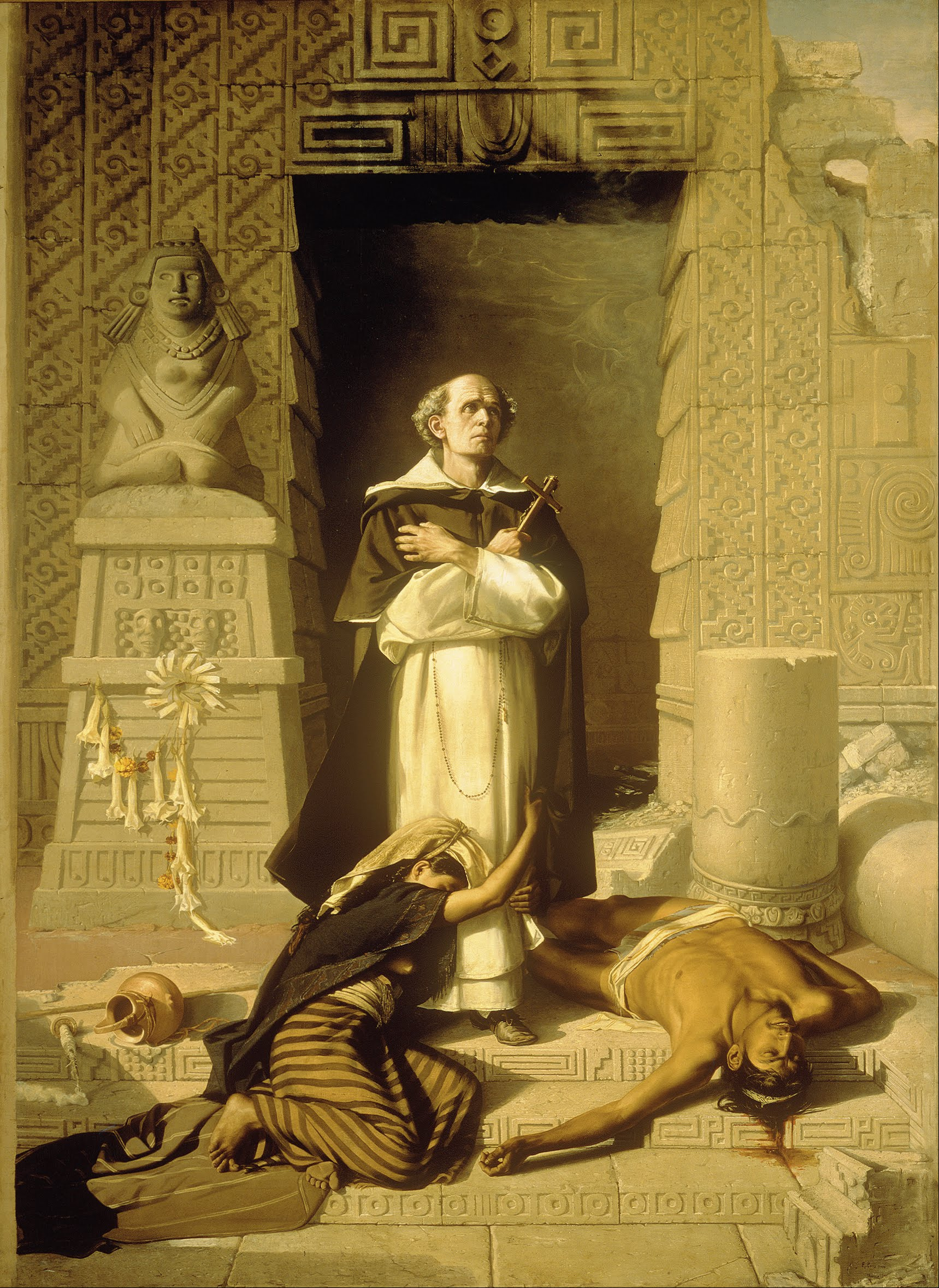
Frei Bartolomeu de Las Casas retratado pelo pintor mexicano Félix Parra em 1875

Em 21 de dezembro de 1511, escutou o célebre Sermão do Advento por frei António de Montesinos, no qual este defendia a dignidade dos indígenas. O profundo impacto daquela pregação levou Bartolomeu de las Casas a uma nova atitude, e ele passou a pregar contra o sistema de encomienda, denunciando-o como injusto. Considerava, então, que os únicos donos do Novo Mundo eram os índios, e que os espanhóis só deviam lá ir para o trabalho de conversão. Renunciou a todas as suas encomiendas e iniciou uma campanha de defesa dos índios, mostrando tudo o que havia de injusto do sistema. A campanha foi dirigida ao próprio rei de Aragão, Fernando II, e depois ao Cardeal Cisneros, que viria a nomeá-lo  "protetor dos índios", em 1516.
Com a morte do cardeal, recomeçou seu trabalho e tentou convencer o rei de Espanha Carlos I (imperador Carlos V), neto dos Reis Católicos. Como denunciava publicamente os abusos dos funcionários, obteve a inimizade de muitos, especialmente membros do Conselho das Índias, presidido pelo bispo Juan Rodríguez de Fonseca. Advogava por uma colonização pacífica das terras americanas, por meio de lavradores e missionários.
Com tal objetivo, partiu de novo para a América, onde, em 1520, Carlos I lhe deu o território hoje venezuelano de Cumaná para pôr em prática suas teorias. Teve pouco êxito e durante uma de suas ausências, os índios aproveitaram para matar grande número de colonos. O desastre fez com que entrasse para a ordem dominicana. Manteve porém suas inflamadas teorias contra a escravidão dos índios e alegava que todas as guerras contra estes eram injustas. Por isso, se enfrentou a diversos teólogos, especialmente frei Francisco de Vitória. Pediu, a seus superiores, para ir advogar suas teorias diante do Conselho das Índias, mas o fracasso em Cumaná o desacreditava.

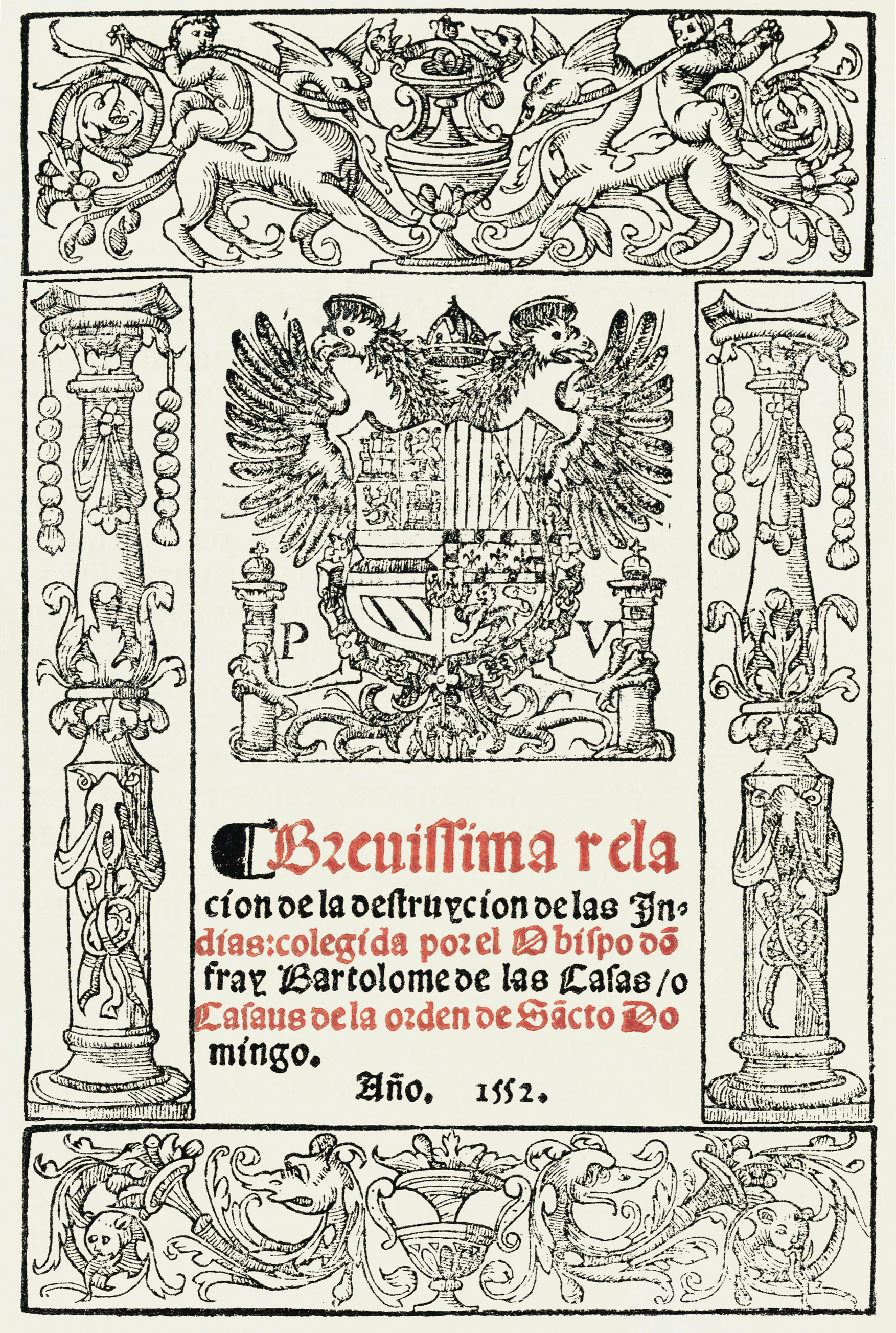
Capa da edição de "Brevíssima relação da destruição das Índias Ocidentais" publicada em Sevilha em 1552

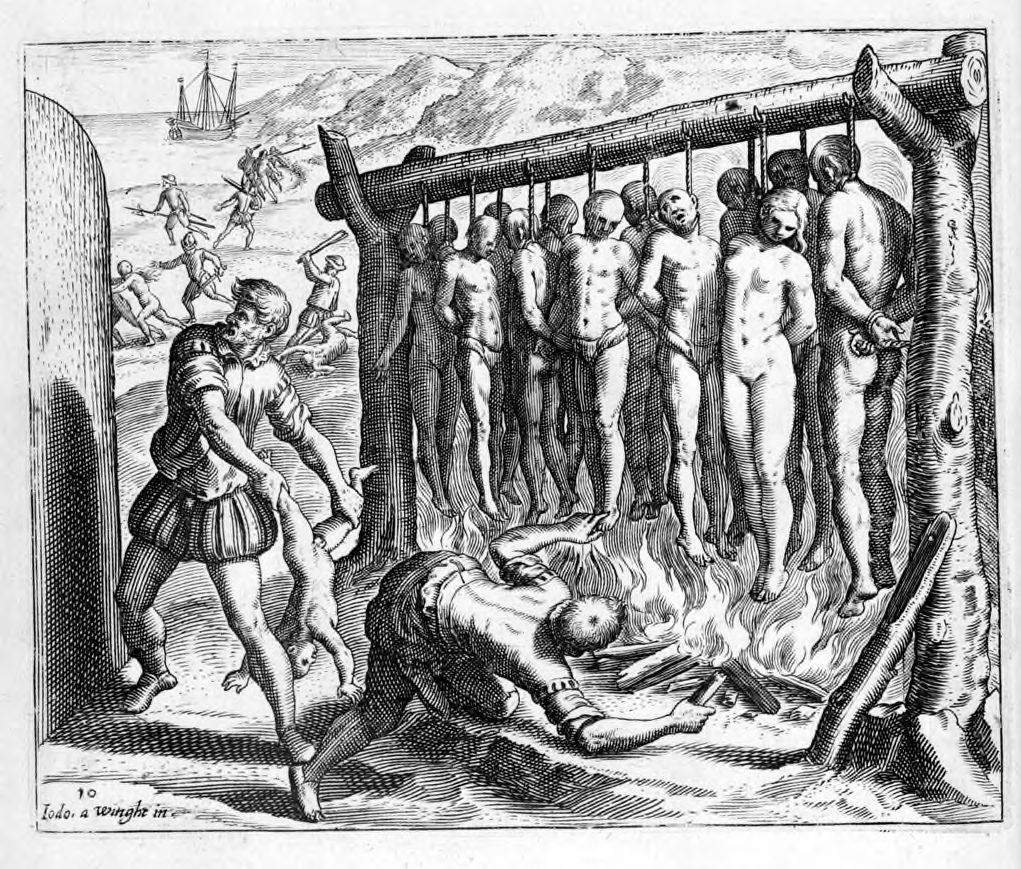
Gravura de Theodor de Bry que ilustra a edição de 1552 de "Brevíssima relação da destruição das Índias Ocidentais"

Em 1535, partiu para o Peru, mas o navio em que viajava naufragou no litoral da Nicarágua. Lá, ele enfrentou o governador Rodrigo de Contreras y de la Hoz denunciando o envio de escravos índios ao Peru.
Em 1536, se transferiu à Guatemala, para continuar a pregação e pôr, em marcha, um projeto de conquista pacífica que batizou de "Vera Paz". Entre 1537-1538, conseguiu cristianizar a zona de modo pacífico, substituindo a encomienda por um tributo pago pelos índios. Regressou em 1540 à Espanha, convencido de que era na corte que deveria vencer a batalha em favor dos índios. Em 1542, o Conselho das Índias o ouviu, e suas opiniões causaram profunda impressão em Carlos V.
Atribui-se à sua influência o fato de que, em 20 de novembro de 1542, tenham sido publicadas as "Leis Novas", em que se restringiam as encomendas e a escravidão dos índios, embora não tenham sido do agrado pleno de Las Casas. Escreveu, então, sua obra mais importante: Brevísima relación de la destrucción de las Indias. Como acusa os descobridores da América de crimes, abusos e violências, a obra foi chamada de escandalosa e exagerada, e não conseguiu evitar  a continuação das conquistas, como desejava. Seria publicada ilegalmente em 1552, e conseguiu grande sucesso no século XVII, convertendo-se numa das fontes de nascimento da "lenda negra" do Império Espanhol.
Em defesa dos índios do novo continente, viajou numerosas vezes à Espanha, apelando aos oficiais do governo e aos que quisessem ouvir. Desde que ingressou na vida religiosa dominicana, dedicou-se à causa dos indígenas, defendendo-lhes a vida, a liberdade e a dignidade e lutando para que tivessem direitos políticos como povos livres e capazes de realizar uma nova sociedade, mais próxima do Evangelho. Sua prioridade foi sempre a evangelização. Com tal propósito, viajou pela América Central em trabalho pioneiro, registrando, em seus diários, o que se passava. Foi perseguido pelos colonizadores espanhóis de São Domingos, Peru, Nicarágua, Guatemala e do México.
Várias vezes acusaram Las Casas de que ele foi o principal estimulador da escravidão dos africanos na América. O próprio autor, ainda em 1527, fala contra a escravização dos africanos em sua Historia de las Indias.

## Bispo em Chiapas
Em 1543, recusou o bispado de Cuzco mas aceitou o de Chiapas, no México, para pôr em prática suas teorias. Foi consagrado em Sevilha em 1544, aos 70 anos de idade. Mas ficou apenas três anos em Chiapas, porque os colonos o consideravam responsável pela publicação das "Leis Novas".
Escreveu, ainda, "Confessionário", em que mandava que antes de iniciar a confissão, o penitente devia libertar seus escravos. Tais medidas provocaram distúrbios, e em 1546 teve que partir para a cidade do México, sem mudar sua política. Sua doutrina seria repelida por uma junta de prelados.

## Debates em Valladolid
Em 1547, partiu da América para não mais voltar. Regressou à Espanha, continuando, ali, a defesa dos índios, onde corrigiu e publicou seus escritos, todos se contrapondo à política colonial. Porém suas ideias foram contestadas na América e também na Espanha
Se recolheu ao convento de São Gregório, em Valladolid. Nessa cidade tiveram lugar importantes discussões de 1550 a 1551 entre ele e Juan Ginés de Sepúlveda, o amputado sobre a legitimidade da conquista, saindo vitorioso o segundo.
Naquelas discussões Bartolomeu:
1. defendeu a tese de que todos os homens, são criados à imagem de Deus e, portanto, a escravidão deveria ser rejeitada, enquanto que Sepúlveda defendeu a doutrina aristotélica da escravidão natural;
2. defendeu a tese de que o Imperador do Império Espanhol não poderia ser considerado dono das propriedades dos indivíduos mas somente seu governante político, portanto, as nações indígenas deveriam ter relativa autonomia, mas deveriam se submeter ao Império Espanhol por meio do pagamento de tributos, recebendo em troca proteção;
3. apresentou argumentos contra a tese de Sepúlveda, que considerava os indígenas bárbaros e selvagens, apresentando uma tipologia de quatro diferentes tipos de bárbaros, que foi considerada um dos primeiros ensaios de "etnologia comparada";
4. refutou a tese de que os "pecados contra a natureza" e a "infidelidade" seriam causas para uma "guerra justa" contra os índios, pois procurava entender as suas manifestações culturais como uma forma de religiosidade que só poderia ser modificada com o tempo e persuasão, mas nunca pela força;
5. sustentou que o único modo para a evangelização dos indígenas seria a pregação pacífica e que seria justa a guerra dos índios contra a violência dos conquistadores.[8]

Em 1552, suas obras foram censuradas e proibidas para a leitura. Havia renunciado a seu bispado, antes de morrer aos 92 anos de idade no Convento Dominicano de Atocha, em Madri, no dia 17 de julho de 1566.

## Legado
Muito querido do povo mexicano, seu nome hoje é lembrado como um dos maiores humanistas e missionários da História do Cristianismo.

## Obras
- Historia de las Indias
- De unico vocationis modo omnium gentium ad veram religionem (1537), traduzido em castelhano como Del único modo de atraer a todos los pueblos a la verdadera religión, e em português como Único modo de atrair todos os povos à verdadeira religião
- Brevísima relación de la destruición de las Indias Ocidentales ("Brevíssima Relação da Destruição das Índias Ocidentais", ou "O Paraíso Destruído")[9][10]
- Los dieciséis remedios para la reformación de las Indias
- Apologética história sumária cuanto a las cualidades, disposición, descripción, cielo y suelo destas tierras, y condiciones naturales, políticas, repúblicas, maneras de viver y costumbres de las gentes destas Indias Ocidentales y Meridionales, cuyo império soberano pertence a los reyes de Castilla (Apologética História)[11]
- De thesauris
- Treinta proposiciones muy jurídicas